# Aleksandr Belov
Aleksandr Belov (en ruso: Александр Александрович Белов; nacido el 9 de noviembre de 1951 en Leningrado, URSS y muerto el 3 de octubre de 1978 en Leningrado, URSS) fue un jugador soviético de baloncesto. Toda su carrera la pasó en el Spartak Leningrado de la Liga soviética.
Consiguió siete medallas en competiciones internacionales con la Unión Soviética, entre ellas la medalla de oro en los Juegos Olímpicos de Múnich, anotando en la final la famosa canasta del triunfo ante la selección de Estados Unidos, canasta que vino precedida de un fallo del jugador, al perder el balón a falta de 8 segundos.
Belov murió de un cáncer muy poco común (angiosarcoma) en 1978, a la edad de 26 años. Ingresó en el Salón de la Fama de la FIBA en 2007.

## Trayectoria
- 1966-1978 Spartak Leningrado